# Białka (dopływ Krztyni)
Białka (Biała, Białka Błotna) – rzeka w województwie śląskim, lewy dopływ Krztyni o długości 16,79 km. Jej źródło znajduje się w okolicach wsi Zdów, w gminie Włodowice, powiecie zawierciańskim. Płynie w kierunku wschodnim przez wsie Dzibice, Browarek, Biała Błotna. Zapora wodna, wzniesiona na Białce w Dzibicach, tworzy zbiornik wodny o nazwie Zalew Dzibice. W miejscowości Zawada Pilicka Białka wpada do Krztyni.
Prawostronnym dopływem Białki jest Wodząca.